# Polyphaenis xanthochloris
Polyphaenis xanthochloris là một loài bướm đêm trong họ Noctuidae.